# Lynn County
Lynn County är ett administrativt område i delstaten Texas, USA. År 2010 hade county 5 915 invånare (2010). Den administrativa huvudorten (county seat) är Tahoka. 

## Geografi
Enligt United States Census Bureau så har countyt en total area på 2 313 km². 2 308 km² av den arean är land och 5 km² är vatten.

### Angränsande countyn
- Lubbock County - norr
- Garza County - öster
- Borden County - sydost
- Dawson County - söder
- Terry County - väster